# Tipo marginal

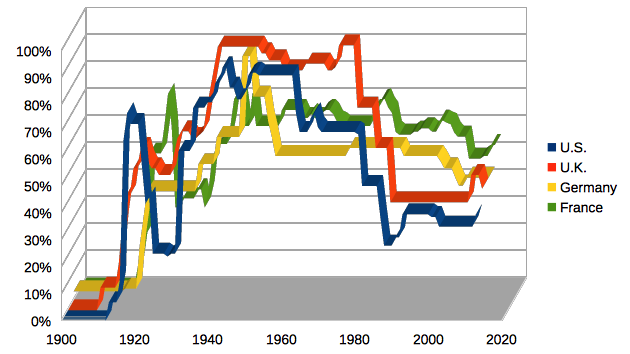
Evolución del tipo marginal del impuesto sobre la renta en Estados Unidos, Reino Unido, Alemania y Francia.

El tipo impositivo marginal, tasa marginal o tipo marginal máximo (en inglés marginal tax rate) es el tipo de gravamen más alto fijado en el impuesto sobre la renta para las rentas superiores del tramo impositivo más alto determinado por cada país. 
La aplicación del tipo marginal se produce en sistemas fiscales progresivos que gravan a partir de una determinada cantidad y por tanto a la última unidad de la renta de un contribuyente.

## Tipo impositivo marginal sobre la renta
El tipo impositivo marginal sobre la renta puede expresarse matemáticamente de la siguiente manera:
{\displaystyle {\frac {\Delta t}{\Delta i}}}
Donde t es la cuota tributaria total e i es la renta total, y ∆ se refiere a un cambio numérico. En la práctica contable, el numerador de impuestos en la ecuación anterior suele incluir los impuestos a nivel federal, estatal, provincial y municipal. Los tipos impositivos marginales se aplican a la renta en los países con esquemas impositivos progresivos, en los que los incrementos de la renta se gravan en tramos impositivos progresivamente más altos, lo que hace que la carga fiscal se distribuya entre los que más fácilmente pueden pagarla.
Los impuestos marginales son valiosos según la opinión de la política económica progresista, ya que permiten a los gobiernos generar ingresos para financiar los servicios sociales de forma que sólo afecten a los que se verán menos perjudicados.
En cambio, con un impuesto plano o impuesto proporcional, todos los ingresos se gravan con el mismo porcentaje, independientemente de su importe. Un ejemplo es el impuesto sobre las ventas (Impuesto al valor agregado) en el que todas las compras se gravan por igual. Otro es el impuesto de capitación (por cabeza o individuo) es un impuesto plano de una cantidad fija por persona. El impuesto marginal en estos casos sería constante (en el caso de un impuesto de capitación, cero), sin embargo, ambas son formas de fiscalidad regresiva y suponen una mayor carga fiscal para aquellos que son menos capaces de afrontarla al tener menos recurso económicos, y a menudo da lugar a un gobierno infrafinanciado que provoca un aumento del déficit. A menos que se disminuya el tamaño del estado, o se haga más eficiente su funcionamiento. 

### Tipo impositivo marginal y tipo efectivo
Se distingue entre el "tipo impositivo marginal" y el "tipo impositivo marginal efectivo", que tiene en cuenta los importes pagados por el Estado al contribuyente (bonificaciones, subvenciones, etc.).

## Evolución histórica de los tipos marginales
Históricamente, el tipo impositivo marginal ha variado mucho, desde unos pocos porcentajes cuando se introdujo el impuesto sobre la renta hasta tipos del 90% tras las dos guerras mundiales; estas variaciones han sido estudiadas por economistas como los franceses Thomas Piketty y Lucas Chancel y el vietnamita-francés Liêm Hoang-Ngoc.
Según Piketty, "una de las principales consecuencias históricas de los elevadísimos tipos de alrededor del 70-90% aplicados a las rentas muy altas entre 1930 y 1980, sobre todo en Estados Unidos y el Reino Unido, parece haber sido poner fin a las remuneraciones más astronómicas de los ejecutivos. Por el contrario, la fuerte reducción de estos tipos en la década de 1980 parece haber contribuido en gran medida al aumento de los ingresos de los ejecutivos y directivos. En efecto, si examinamos la evolución de la remuneración de los ejecutivos en las empresas que cotizan en bolsa en todos los países desarrollados desde 1980, encontramos que los cambios en el tipo impositivo son el principal factor explicativo de los diferenciales observados, mucho más que el sector de actividad, el tamaño o los resultados de la empresa".
En 2011, Emmanuel Saez y Peter Diamond defendieron que la tasa impositiva marginal adecuada para las sociedades del Atlántico Norte y especialmente en los Estados Unidos sería del 73% (en 2022 la tasa marginal fue de 37,0).

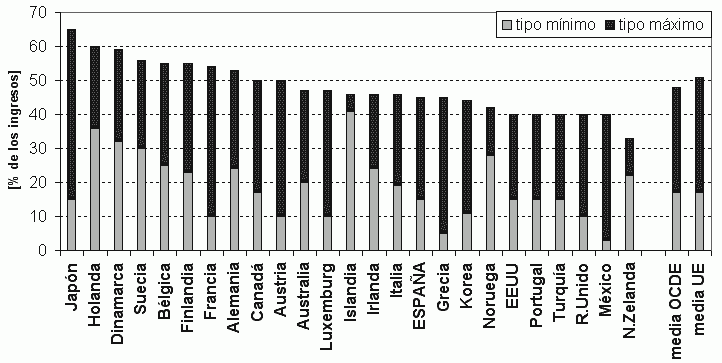
Tipos impositivos máximos y mínimos en los países de la OCDE, 2005.

## Tipos marginales por países
Los impuestos sobre la renta de las personas físicas de la mayoría de los países tienen una estructura progresiva, por lo que el tipo impositivo aumenta a medida que ganan salarios y las rentas son más altos. 
En 2016, en Estados Unidos, la tasa marginal de las tasas federales era del 39,6% y el tramo superior para aplicar el tipo marginal máximo era de 415.050 dólares. En 2022 la tasa marginal es del 37% sobre el tramo de 523,600 dólares.
Tasas marginales en algunos países en 2019
| País                 | Tipo marginal | Tramo superior |
| -------------------- | ------------- | -------------- |
| Eslovenia            | 61,1          | 95.264 €       |
| Suecia               | 60,2          | 63.382 €       |
| Portugal             | 58,2          | 280.899 €      |
| Dinamarca            | 55,6          | 74.744 €       |
| Francia              | 55,6          | 587.145 €      |
| Holanda              | 54,4          | 71.886 €       |
| Italia               | 52,8          | 83.263 €       |
| Alemania             | 47,475        | 277.063 €      |
| Reino Unido          | 47,0          | 170.888 €      |
| Turquía              | 45,5          | 27.387 €       |
| España               | 43,5          | 65.102 €       |
| Polonia              | 39,9          | 23.536 €       |
| Estados Unidos, 2022 | 37,0          | 523.600 $      |
| Hungría              | 33,5          | - €            |

El tipo máximo del impuesto o tipo marginal sobre la renta de las personas físicas se aplica a la parte de la renta que entra en el tramo impositivo más alto. Así, por ejemplo, si un país tiene varios tramos impositivos, y el tipo marginal máximo del impuesto sobre la renta es del 50 por ciento y tiene un umbral de 300.000 mil euros anuales, cada euro adicional de ingresos por encima de 300.000 mil euros anuales se gravaría al 50 por ciento. 
Hay que advertir que la aplicación de los tipos marginal máximos puede tener reducciones anteriores a la bases imponibles finales dependiendo de la situación familiar, personas a cargos, etcétera.